# Heinrich IV. (Bar)
Heinrich IV. (* 1315/20; † 24. Dezember 1344) war Graf von Bar von 1336 bis 1344. Er war der Sohn von Graf Eduard I. aus dem Adelsgeschlecht Scarponnois und Maria von Burgund aus dem Älteren Haus Burgund.

## Biographie
Erstmals wird er 1323 erwähnt, ein zweites Mal 1329, als sein Vater ihn mit einer Tochter Johanns von Böhmen zu verheiraten versuchte. Als Graf Eduard I. 1336 starb, verweigerte Heinrich IV. Herzog Rudolf von Lothringen den Lehnseid für diejenigen seiner Herrschaften, die Lothringen unterstanden, woraufhin Rudolf 1337 die Umgebung von Pont-à-Mousson, Heinrichs Besitz, verwüstete. Im Gegenzug plünderte Heinrich den Westen des Herzogtums, woraufhin Rudolf das Barrois angriff. Es bedurfte der Intervention des französischen Königs Philipp VI., um den Krieg zu beenden.
Als König Eduard III. von England 1339 damit drohte, in Frankreich einzufallen, schloss sich Heinrich dem Heer Philipps an. Die Bedrohung endete 1340 mit einem Vertrag – und führte zum Wiederaufflammen der Kämpfe mit Rudolf in der Umgebung von Neufchâteau; erneut musste Philipp eingreifen, um die Auseinandersetzungen zu beenden.
Als der König von England 1344 mit dem Ende des Waffenstillstands drohte, war Heinrich IV. als Cousin des Engländers einer derjenigen Adligen – neben Herzog Johann von Normandie, Philipps Erben, Herzog Odo IV. von Burgund – die zu Papst Clemens VI. nach Avignon gesandt wurden, damit dieser einen neuen Vertrag durchsetze. Eine Epidemie zwang die Gesandtschaft jedoch, die Stadt wieder zu verlassen. Heinrich hatte sich jedoch bereits angesteckt, im Juli verließ er die anderen, im Oktober traf er in Vincennes ein, am 24. Dezember 1344 starb er.

## Familie
Heinrich IV. von Bar heiratete 1338 Yolande de Dampierre († 1395), Tochter von Robert de Dampierre, Graf von Marle und Herr von Cassel, und Jeanne de Bretagne, Enkelin von Robert III., Graf von Flandern, Yolande von Burgund, Gräfin von Nevers, Arthur II. Herzog von Bretagne und Yolande von Dreux, Erbin Grafschaft Montfort-l’Amaury. Ihre Kinder waren:
- Eduard II. (1339–1352), Graf von Bar
- Robert I. (1344–1411), Graf und später Herzog von Bar